# Липовка (Тысменицкая городская община)
Ли́повка (укр. Липівка) — село в Тысменицкой городской общине Ивано-Франковского района Ивано-Франковской области Украины. Через село протекает река Стрымба.

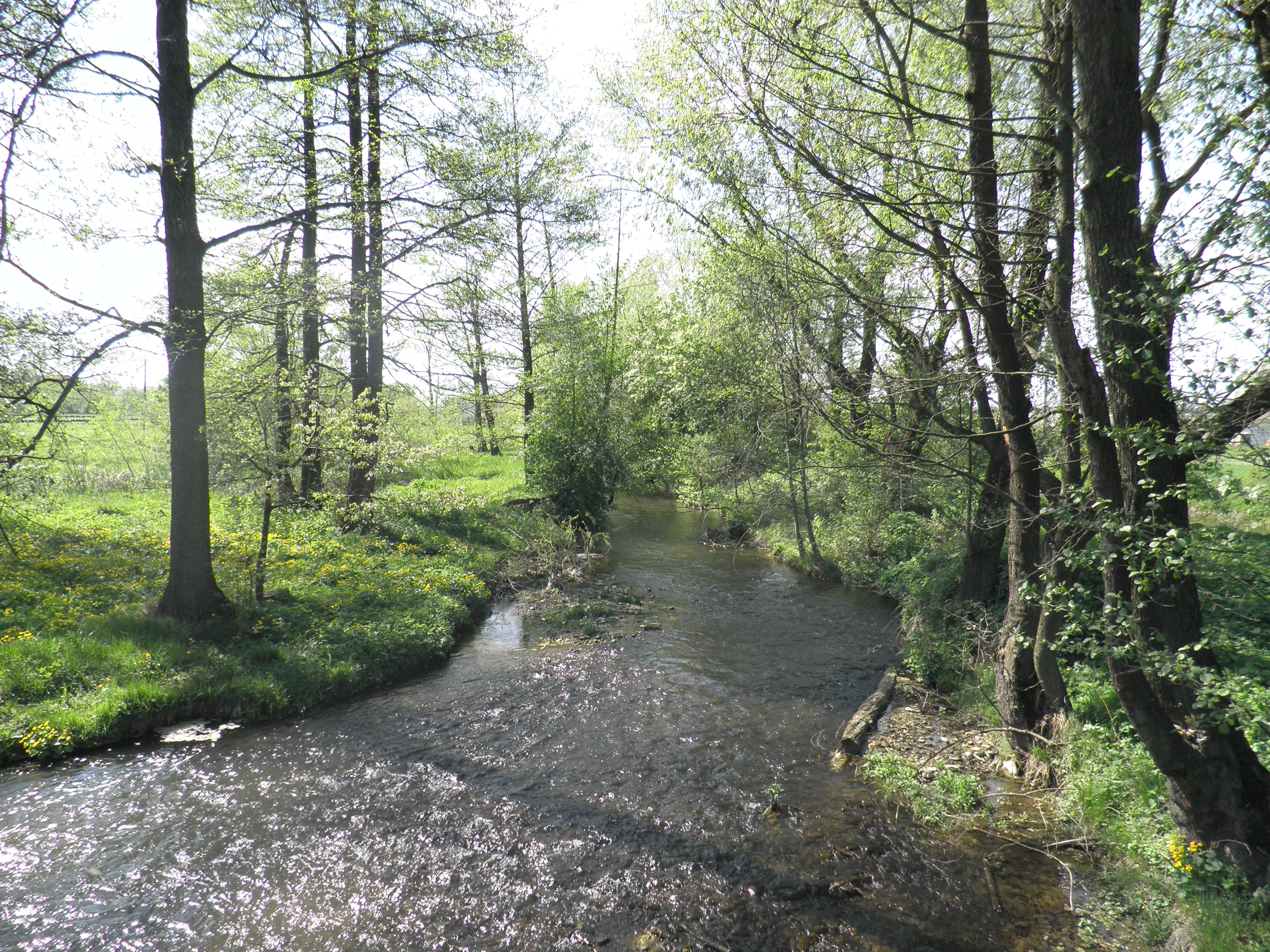
Река Стрымба в Липовке

Население по переписи 2001 года составляло 1880 человек. Занимает площадь 24,96 км². Почтовый индекс — 77463. Телефонный код — 03436.

## История
В 1946 году указом ПВС УССР село Ляцко-Шляхетское переименовано в Липовку.